# Albiense
| Era Eratema | Periodo Sistema | Época Serie         | Edad Piso                      | Inicio, en millones de años |
| ----------- | --------------- | ------------------- | ------------------------------ | --------------------------- |
| Mesozoico   | Cretácico       | Superior / Tardío   | Maastrichtiense Maastrichtiano | 72,2±0,2                    |
| Mesozoico   | Cretácico       | Superior / Tardío   | Campaniense Campaniano         | 83,6±0,2                    |
| Mesozoico   | Cretácico       | Superior / Tardío   | Santoniense Santoniano         | 85,7±0,2                    |
| Mesozoico   | Cretácico       | Superior / Tardío   | Coniaciense Coniaciano         | 89,8±0,3                    |
| Mesozoico   | Cretácico       | Superior / Tardío   | Turoniense Turoniano           | 93,9±0,2                    |
| Mesozoico   | Cretácico       | Superior / Tardío   | Cenomaniense Cenomaniano       | 100,5±0,1                   |
| Mesozoico   | Cretácico       | Inferior / Temprano | Albiense Albiano               | 113,2±0,3                   |
| Mesozoico   | Cretácico       | Inferior / Temprano | Aptiense Aptiano               | 121,4±0,6                   |
| Mesozoico   | Cretácico       | Inferior / Temprano | Barremiense Barremiano         | 125,77                      |
| Mesozoico   | Cretácico       | Inferior / Temprano | Hauteriviense Hauteriviano     | 132,6±0,6                   |
| Mesozoico   | Cretácico       | Inferior / Temprano | Valanginiense Valanginiano     | 137,05±0,20                 |
| Mesozoico   | Cretácico       | Inferior / Temprano | Berriasiense Berriasiano       | 143,1                       |
| Mesozoico   | Jurásico        | Jurásico            | Jurásico                       | 201,4±0,2                   |
| Mesozoico   | Triásico        | Triásico            | Triásico                       | 251,9±0,024                 |

El Albiense o Albiano es el sexto y último piso y edad del Cretácico Inferior/Temprano, en la escala temporal geológica. Sucede al Aptiense y precede al Cenomaniense (primer piso y edad del Cretácico Superior/Cretácico Tardío). Se inició hace unos 113,2 millones de años y terminó hace unos 100,5 millones de años.
El Cenomaniense se introdujo en la literatura científica por el paleontólogo francés Alcide d'Orbigny en 1843. Recibe su nombre de Alba, la denominación latína del río Aube a su paso por varias localidades, entre las que destaca Dienville (departamento de Aube, Francia).

## Sección estratotipo y punto de límite global (GSSP)
La sección estratotipo y punto de límite global (GSSP) para la base del Albiense encuentra en la sección del Col de Pré-Guittard (Arnayon, departamento de Drôme, Francia). Se caracteriza por la primera aparición del foraminífero planctónico Microhedbergella renilaevis. El piso y el GSSP fueron aprobados por la Comisión Internacional de Estratigrafía y posteriormente ratificados por la Unión Internacional de Ciencias Geológicas en abril de 2016.
El techo del Albiense se define por el GSSP de la base del Cenomaniense, que se caracteriza por la primera aparición del foraminífero planctónico Rotalipora globotruncanoides.

## Afloramientos
Algunos afloramientos representativos del Albiaense son: las capas fosfáticas y de limolitas de Argonne y Bray en Francia; el Flammenmergel del norte de Alemania, los lignitos de Utrillas en España; las Areniscas Superiores de Nubia, y el grupo Fredericksburg de Texas (Estados Unidos).
|                  |
| Acrocanthosaurus |

|             |
| Deinonychus |

|           |
| Irritator |

|               |
| Tenontosaurus |

|              |
| Umoonasaurus |